# Kim Kalicki
Kim Kalicki (née le 27 juin 1997 à Wiesbaden) est une bobeuse allemande.

## Palmarès

### Championnats monde
- : médaillé d'or en bob à 2 aux championnats du monde de 2023.
- : médaillé d'argent en bob à 2 aux championnats du monde de 2020,  2021 et 2025.
- : médaillé de bronze en bob à 2 aux championnats du monde de 2024.

### Coupe du monde
- 35 podiums  : 
  - en bob à 2 : 8 victoires, 17 deuxièmes places et 8 troisièmes places.
  - en monobob : 1 deuxième place et 1 troisième place.

#### Détails des victoires
| Édition   | Monobob | Bob à 2                         | Total |
| 2020-2021 |         | Königssee                       | 1     |
| 2021-2022 |         | Altenberg Saint-Moritz          | 2     |
| 2022-2023 |         | Whistler Park City              | 2     |
| 2023-2024 |         | Lillehammer Sigulda Lake Placid | 3     |
| 2024-2025 |         | Saint-Moritz                    | 1     |